# Jüdischer Friedhof (Kastellaun)

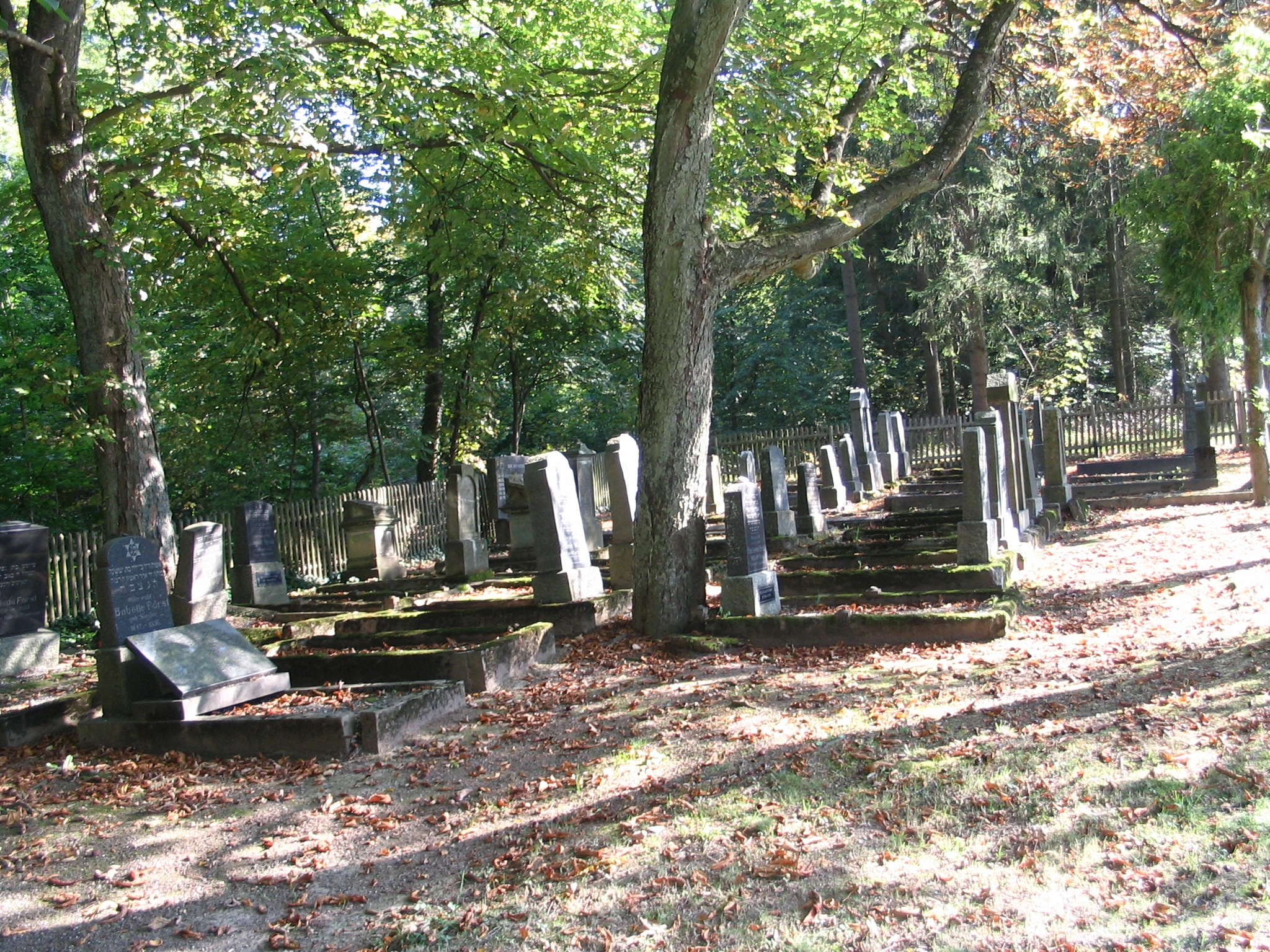
Jüdischer Friedhof in Kastellaun

Der Jüdische Friedhof in Kastellaun im Rhein-Hunsrück-Kreis (Rheinland-Pfalz) ist seit 1992 ein geschütztes Kulturdenkmal, er liegt an der Hasselbacher Straße, Einmündung Graf-Moltke-Straße, etwa 500 Meter außerhalb der Stadt.

## Geschichte
Die Gläubigen der um 1892 offiziell gegründeten jüdischen Gemeinde, die 1924 90 Mitglieder umfasste (das erste jüdische Ehepaar ist für 1862 bezeugt), errichteten bereits 1879 einen eigenen Friedhof. Er hat eine Fläche von 8,50 Ar. Heute sind noch 35 Grabsteine (Mazewot) vorhanden. Der älteste Grabstein ist von 1885. Bis 1938 ging die Zahl der Mitglieder bis auf etwa 20 bis 30 zurück. Die letzte Beerdigung fand 1939 statt.

## Gedenken

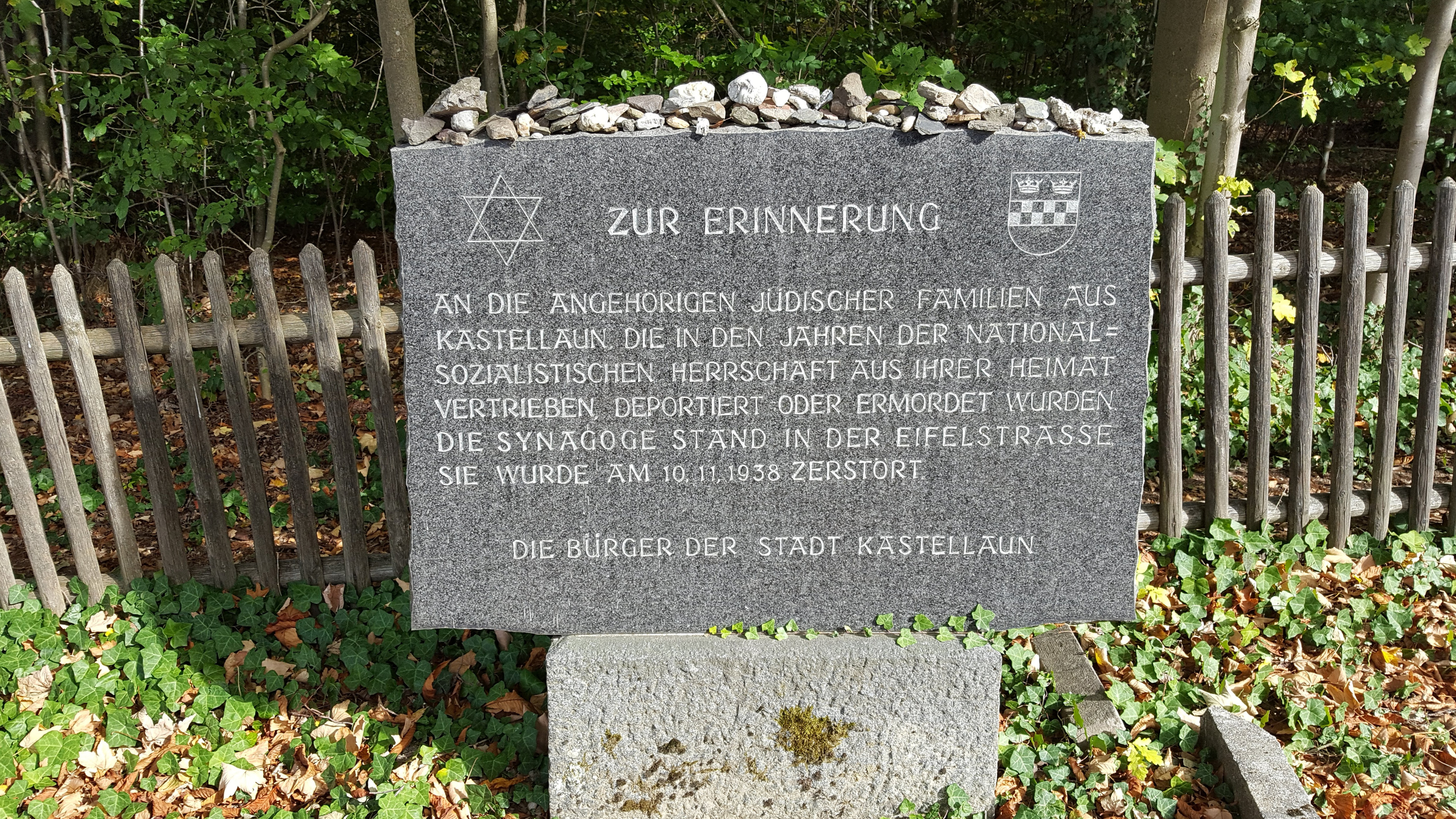
Gedenkstein

Im Jahr 1986 wurde auf dem Friedhof ein Gedenkstein der Stadt Kastellaun errichtet. Auf dem Stein steht: 

„Zur Erinnerung an die Angehörigen jüdischer Familien aus Kastellaun, die in den Jahren der nationalsozialistischen Herrschaft aus ihrer Heimat vertrieben, deportiert oder ermordet wurden. Die Synagoge stand in der Eifelstraße. Sie wurde am 10.11.1938 zerstört. Die Bürger der Stadt Kastellaun.“